# Egyptian General Petroleum Corporation
EGPC (sigle pour Egyptian General Petroleum Corporation) est la compagnie pétrolière nationale égyptienne rattachée au ministère du Pétrole égyptien, qui regroupe une trentaine de filiales dont les activités vont de l'attribution des permis d'exploration jusqu'à la commercialisation des produits pétroliers. Elle est basée au Caire. 

## Historique
C'est en 1956 qu'est créée la General Petroleum Authority (GPA) et la General Petroleum Company (GPC) par le gouvernement égyptien. En 1962, la GPA change de nom et s'appelle Egyptian General Petroleum Corporation (EGPC).
En 1973, la société acquiert une participation de 50 % dans la compagnie The Arab Petroleum Pipeline. Cette même année EGPC abandonne les explorations conjointes pour délivrer des licences d'exploration à des sous-traitants étrangers.
En aout 2018, la Banque africaine d’export-import (Afreximbank) annonce avoir versé la somme de 200 millions de dollars à la Société égyptienne de pétrole général afin de soutenir l’investissement d’EGPC dans la société de raffinage du pétrole du Moyen-Orient (MIDOR).

## Objectifs de la compagnie
Selon leur site Internet officiel, la société a été créée pour atteindre des objectifs précis : satisfaire la demande locale en produits pétroliers, améliorer les activités d'exploration et rechercher des potentialités pétrolières supplémentaires, maximiser la production de pétrole et améliorer le développement des réserves de pétrole, maximiser les revenus des exportations de pétrole, et appliquer les mesures standard HSE internationales.

## Les différentes filiales
- La compagnie Suez Oil Processing
- La compagnie Cairo Petroleum Refining Co.
- La compagnie Western Desert Petroleum Co.
- La compagnie Belayim Petroleum Co.
- La compagnie Suez Oil Co.
- La compagnie Geisum Oil Co.
- La compagnie El Amal Petroleum Co.
- La compagnie The Arab Petroleum Pipelines Co.
- La compagnie Egyptian Natural Gases Co.

## Les dirigeants
- De mai 2013 à septembre 2013 : Tarek El Barkatawy[4]
- D'août 2013 à septembre 2015 : Tarek al-Moulla[5]
- De septembre 2015 à mars 2016 : Mohamed Al-Masry[6]
- Depuis le 17 mars 2016 : Abed Ezz El Regal[7]

## Polémiques
En 2014, une étude de the Egyptian Center for Economic Studies, met en lumière un manque de transparence dans les comptes de l'EGPC. En effet le document indique que la source de données utilisée pour l’établissement de la balance des paiements de l'Égypte est le système de déclaration des transactions internationales (ITRS). L'utilisation de ce système fausse les transactions financières entre l'Egyptian General Petroleum Corporation (EGPC) et ses partenaires étrangers et ne sépare pas les exportations de gaz dans la balance des paiements officielle. 
Les recettes d'exportation semblent avoir été sous-estimées de plus d'un milliard de dollars par an. De plus, selon l'étude, "les faiblesses dans l'enregistrement des entrées d'IED dans le secteur du pétrole et du gaz ont également conduit à un sous-enregistrement, pouvant atteindre jusqu'à 3 milliards de dollars par an. "